# 크리스토퍼 틴
크리스토퍼 틴(영어: Christopher Tin, 중국명 톈즈런(田志仁), 전지인, 1976년 5월 21일 ~ )은 콘서트 음악, 영화 음악, 비디오 게임 사운드 트랙 등을 만드는 미국의 작곡가이다. 문명 IV의 배경 음악 〈바바 예투〉와 그 곡을 수록한 앨범 《Calling All Dawns》로 그래미 상을 수상하였다. 비디오 게임의 사운드 트랙이 그래미 상을 수상한 것은 이것이 최초로 이후 음악계에 상당한 영향을 주었다.

## 성장
크리스토퍼 틴은 홍콩에서 이주한 부모와 함께 캘리포니아주의 팰로앨토에서 성장하였다. 스탠포드 대학교에서 영문학과 음악을 전공하였고 짧은 기간 동안 옥스퍼드 대학교의 교환 학생으로 있기도 하였다. 복수 전공으로 영문학을 배웠고 그 외에 미술사도 공부하였다. 대학교에서는 주로 클래식을 배웠지만 재즈나 공연 음악도 함께 공부하였고 월드 뮤직에도 관심을 기울였다. 1998년 학부 졸업후 계속해서 스탠퍼드에 머물며 영화를 주제로한 박사 과정을 밟았다.
1999년 크리스토퍼 틴은 풀브라이트 장학 프로그램에 선발되어 런던의 왕립음악대학의 음악 석사 과정에 입학하하여 영화 음악을 공부하였고 작곡 부분 최우수 학생으로 졸업하였다.

## 경력
왕립음악대학에서 공부하는 사이 크리스토퍼 틴은 런던 주재 미국 대사관의 현악사중주단 라크리모사를 위한 곡을 작곡해 주었다. 그의 첫 직업은 실바 스크린 레코드 사에서 기존의 영화 음악을 오케스트라용 악보로 옮기는 것이었다. 회사는 이렇게 옮겨진 악보를 이용하여 옛 영화 음악을 오케스트라 합주로 다시 녹음하였다.
2000년 크리스토퍼 틴은 로스 앤잴러스로 이사하였다. 그는 여전히 실바 스크린 레코드 소속으로 일하고 있었지만 더 나은 급여를 주는 곳을 찾고 있었다. 틴은 첫 인턴 경력으로 한스 짐머 밑에서 일했다. 인턴 기간 동안 틴은 간간히 월트 디즈니 컴퍼니의 조엘 맥닐리나 헐리우드 음악가인 존 오트먼의 작업에 프리랜서로 참여하였다. 캐나다의 기타리스트 마이클 브룩이 인도에서 공연할 때 키보드 연주자로 함께 참여하기도 하였다.
2003년 틴은 선댄스 인스티튜드 필름 뮤직 랩에서 일자리를 구했고 그곳에서 재즈 피아노 연주자 빌리 차일즈를 위한 곡을 작곡하였다. 이 곡은 틴의 첫 재즈곡으로 뉴욕 타임즈 텔레비전의 다큐멘터리에 배경 음악으로 쓰였다. 이것이 기회가 되어 크리스토퍼 틴은 배경 음악 작곡자로 알려지기 시작했다.

### 바바 예투

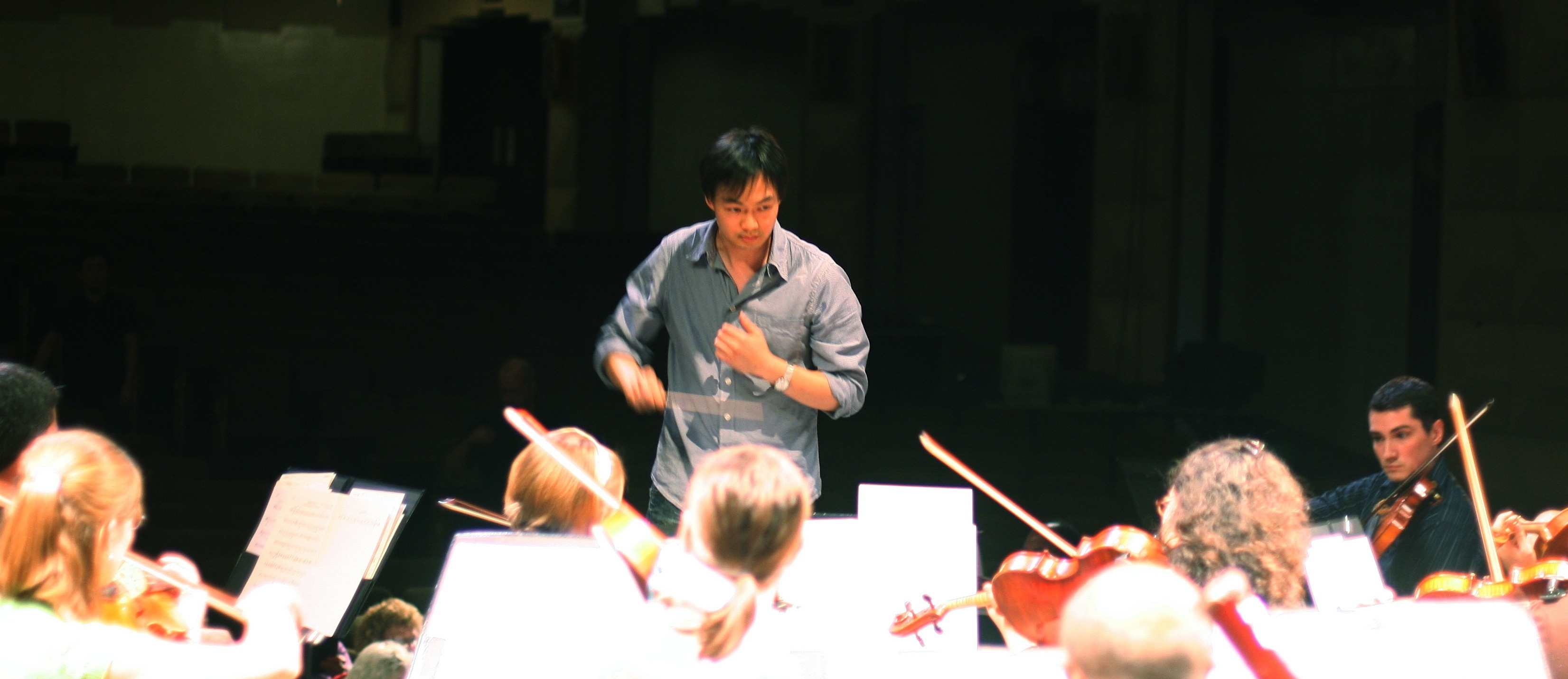
2011년 골든 스태이트 팝스 오케스트라를 지휘하는 크리스토퍼 틴

2005년 스탠퍼드 대학교 시절 룸메이트였던 소렌 존슨이 문명 IV의 배경 음악 제작을 할 수 있겠냐고 물었다. 틴은 주님의 기도를 스와힐리어로 부른 〈바바 예투〉를 제작하였다. 노래는 스탠퍼드 대학교의 아카펠라 합창단인 스탠퍼드 탤리스먼이 불렀다. 게임이 발매된 후 〈바바 예투〉는 엄청난 인기를 누렸고 게임 리뷰 잡지는 앞다투어 기사를 내보내며 칭송하였다. 2006년 9월 21일 바바 예투는 게임 음악 라이브 콘서트의 일환으로 할리우드 볼에서 첫 라이브 공연 무대를 가졌다. 이 공연은 게임 음악 작곡가인 잭 월이 편곡하였고 스텐퍼드 탤리스먼 합창단이 노래했다.
〈바바 예투〉의 인기는 게임 음악에 큰 영향을 미쳤고 카네기홀, 링컨 센터를 비롯한 여러 유명한 공연장에서 연주되었다.  또한 로열 필하모닉 오케스트라, 메트로폴 오케스트라, 웨일스 국립 오케스트라와 같은 유수의 오케스트라에 의해 공연되었다. 2006년 바바 예투는 게임 배경 음악으로는 최초로 그래미상을 수상하였다.

### 《Calling All Dawns》
2009년 크리스토퍼 틴은 커다란 인기를 얻은 〈바바 예투〉를 포함하여 하루의 시간대인 낮, 밤, 그리고 여명을 주제로 20 곡의 크로스오버 곡들로 첫 앨범 《Calling All Dawns》(모든 여명을 부른다)를 녹음하였다. 20곡은 각기 다른 언어로 제작되었는데 〈바바 예투〉의 스와힐리어 외에도 폴란드어, 프랑스어, 페르시아어, 마오리어와 같은 언어들이 담겼다. 가사 역시 토라나 바가바드 기타, 일본의 시와 같은 다양한 출전에서 따왔고 작곡도 중세 음악, 아프리카 성가, 경극, 아일랜드의 장송곡, 아카펠라 등 다양한 장르를 담았다. 이 앨범 역시 크로스오버 부분의 그래미상을 수상하였다.

### 《The Drop That Contained the Sea》
2014년 4월 13일 크리스토퍼 틴의 두번째 앨범 《The Drop That Contained the Sea》(바다를 담은 물방울)이 발표되었다. 노래는 미국, 캐나다, 영국의 여러 합창단들이 불렀고 앨범 제작은 디스팅귀시드 콘서트 인터네셔널 뉴욕 사가 맡았다.  《The Drop That Contained the Sea》에는 서로 다른 언어로 부른 10 곡이 담겼다. 앨범이 발매된 후 크리스토퍼 틴은 영국에서 첫 순회 공연을 가졌다.

### 《Sogno di Volare》
2016년 크리스토퍼 틴은 다시 문명 시리즈에 합류하여 문명 VI 제작에 참여하였고 그의 세번째 앨범 《Sogno di Volare》(비행의 꿈)을 발표하였다. 《Sogno di Volare》는 레오나르도 다빈치의 비행기 스케치와 함께 쓰인 글을 소제로 만들었다. 런던 첼시에 있는 커더건홀에서 틴 자신이 지휘한 오케스트라에 의해 초연되었다.

## 지위
크리스토퍼 틴은 국제 연합 실내악 협회의 명예 예술 이사와 웨일스 국제 합창제의 명예 대표를 맡고 있고 엘 시스테마 프랑스의 후원자이다.

## 작품목록
- 〈눈물의 날〉 (Lacrymosa) Op.1 (1999년) (현악4중주)
- 〈야상곡〉 (Nocturne) Op.2 (1999년)
- 〈모든 여명을 부른다〉 (Calling All Dawns) Op.3 (2009년)
- 〈사랑의 신〉 (God of Love) Op.4 (2012년)
- 〈바다를 담은 물방울〉 (The Drop That Contained the Sea) Op.5 (2014년)
- 〈인자와 유령전사의 대결〉 ( Shinobu vs. Ghost Warrior) Op.6 (2014년) (관현악곡)
- 〈하늘을 흔들며〉 (To Shiver the Sky) Op. 7 (2020년) (일명 비행 칸타타, '비행의 꿈'이 1번째 악장으로 전용됨)
- 〈오래된 세계〉 (Old World) Op.8 (2021년)
- 〈읽어버린 새들〉 (The Lost Birds) Op.9 (2022년) (칸타타)
- 〈영광의 인생〉(Live Gloriously) (2024) (합창곡)

## 수상

### 그래미상
| 연도   | 부문                           | 음악                  | 결과 | 출처   |
| ------ | ------------------------------ | --------------------- | ---- | ------ |
| 2011년 | 최고의 클래식 크로스 오버 앨범 | 《Calling All Dawns》 | Won  | [ 25 ] |
| 2011년 | 최고의 반주 합창 곡            | 〈Baba Yetu〉         | Won  | [ 31 ] |

### 비디오 게임 산업 관련
| 연도   | 상의 종류                 | 부문                                          | 음악                                | 결과   | 출처   |
| ------ | ------------------------- | --------------------------------------------- | ----------------------------------- | ------ | ------ |
| 2017년 | 게임 오디오 네트워크 길드 | 최고의 오리지널 합창                          | 〈Sogno di Volare〉                 | 후보   | [ 32 ] |
| 2017년 | 게임 오디오 네트워크 길드 | 올해의 음악                                   | 《문명 VI》                         | 후보   | [ 32 ] |
| 2017년 | 영국 영화 음악 상         | 최고의 비디오 게임 배경 음악                  | 《문명 VI》                         | 수상   | [ 33 ] |
| 2017년 | NAVGTR 상                 | 최고의 노래 (원곡/편곡 부분)                  | 〈Sogno di Volare〉                 | 후보   | [ 34 ] |
| 2016년 | 기네스북 월드 레코드      | 처음으로 그래미상을 수상한 비디오 게임 주제곡 | 〈바바 예투〉                       | 수상   | [ 1 ]  |
| 2015년 | VGMO 상                   | 올해의 앨범                                   | 《The Drop That Contained the Sea》 | 수상   | [ 35 ] |
| 2007년 | 게임 오디오 네트워크 길드 | 최고의 편곡                                   | 《Pirates of the Caribbean Online》 | 후보   | [ 36 ] |
| 2006년 | 게임 오디오 네트워크 길드 | 최고의 합창 원곡                              | 〈바바 예투〉                       | 수상   | [ 37 ] |
| 2006년 | 게임 오디오 네트워크 길드 | 올해의 신인상                                 | 크리스토퍼 틴                       | 수상   | [ 37 ] |
| 2006년 | 게임스파이                | 최고의 음악                                   | 《문명 IV》                         | 특별상 | [ 38 ] |

### 작곡
| 연도   | 상                | 부문                                      | 음악                                | 결과 | 출처   |
| ------ | ----------------- | ----------------------------------------- | ----------------------------------- | ---- | ------ |
| 2015년 | 존 레넌 작곡 경연 | 세계                                      | 〈Iza Ngomso〉                      | 수상 | [ 39 ] |
| 2015년 | 존 레넌 작곡 경연 | 레논 상 - 세계                            | 〈Iza Ngomso〉                      | 수상 | [ 40 ] |
| 2015년 | 국제 작곡 경연    | 월드 뮤직                                 | 〈Iza Ngomso〉                      | 1위  | [ 41 ] |
| 2015년 | 독립 음악상       | 복스 팝 현대 클래식 앨범                  | 〈Iza Ngomso〉                      | 수상 | [ 42 ] |
| 2015년 | 독립 음악상       | 최고의 현대 클래식 앨범                   | 《The Drop That Contained the Sea》 | 후보 | [ 23 ] |
| 2015년 | 독립 음악상       | 최고의 월드 뮤직 노래                     | 〈Waloyo Yamoni〉                   | 후보 | [ 23 ] |
| 2014년 | USA 작곡 경연     | 최고의 월드 뮤직 노래                     | 〈Iza Ngomso〉                      | 수상 | [ 38 ] |
| 2011년 | 독립 음악상       | 최고의 월드 뮤직 노래                     | 〈바바 예투〉                       | 수상 | [ 23 ] |
| 2011년 | 독립 음악상       | 최고의 영화/텔레비전/멀티미디어 배경 음악 | 〈바바 예투〉                       | 수상 | [ 23 ] |
| 2011년 | 독립 음악상       | 최고의 현대 클래식 앨범                   | 《Calling All Dawns》               | 후보 | [ 23 ] |
| 2010년 | 국제 작곡 경연    | 최고의 월드 뮤직 노래                     | 〈바바 예투〉                       | 1위  | [ 41 ] |
| 2010년 | 존 레넌 작곡 경연 | 최고의 월드 뮤직 노래                     | 〈바바 예투〉                       | 결선 | [ 43 ] |
| 2010년 | USA 작곡 경연     | 최고의 월드 뮤직 노래                     | 〈바바 예투〉                       | 후보 | [ 44 ] |